# 武藤一忠
武藤 一忠（むとう いっちゅう、1837年（天保7年12月） - 1908年（明治41年）5月19日）は、日本の政治家、衆議院議員（2期）。

## 経歴
肥後国菊池郡(現・熊本県菊池郡)生まれ。熊本藩校時習館で学ぶ。菊池郷文芸指南、木下梅里の私塾で子弟を教授する。里正、戸長、菊池郡書記、熊本県会議員、同常置委員、同副議長、地方森林会議員、学務委員となる。また、菊池郡立中学校を創立する。
1895年12月、紫藤寛治の死去による補欠選挙で熊本3区から立候補して初当選した。続く1898年3月の第5回衆議院議員総選挙では国民協会から立候補して再選した。衆議院議員を2期務め、同年8月の第6回衆議院議員総選挙は不出馬。1908年に死去した。